# Linia kolejowa 133 Galanta – Leopoldov
Linia kolejowa nr 133 Galanta – Leopoldov – linia kolejowa na Słowacji o długości 30 km, łącząca Galantę z Leopoldovem. Jest to linia dwutorowa oraz zelektryfikowana napięciem zmiennym 25 kV 50 Hz.